# Ясно
Ясно — деревня в юго-восточной части Порховского района Псковской области. Входит в состав сельского поселения «Красноармейская волость».
Расположена в 15 км к югу от города Порхов.

## Население
Численность населения по оценке на 2000 год составляла 216 жителей.

## История
В письменных источниках (грамотах, адресованных Новгороду) 2-й пол. XIII века упоминаются «ясеняне» — жители Ясенского погоста (Ясно) под Кошкиным городком, на западе Новгородской вечевой республики.
До 1971 года деревня имела название Горка. После образования рядом с деревней колхоза «Память Ленина» был построен населённый пункт, который был объединён с деревней и назван «Ясно» — по древнему селению — центру Ясенского погоста.
В 1770 году в деревне была построена «из мелкой плиты» (из камня) церковь Святой Живоначальной Троицы с тремя престолами, а также кирпичная колокольня.
В 1893 году на средства помещика села Горки, действительного статского советника Николая Ивановича Миллера, его дочери Ольги Николаевны Бухаровой и местного благочинного протоиерея Иоанна Тимофеевича Дружинина была построена из дикого камня новая церковь Святителя и Чудотворца Николая, при которой действовала школа.
До 2005 года входила в состав ныне упразднённой Ясенской волости в качестве её административного центра.